# BMD-3

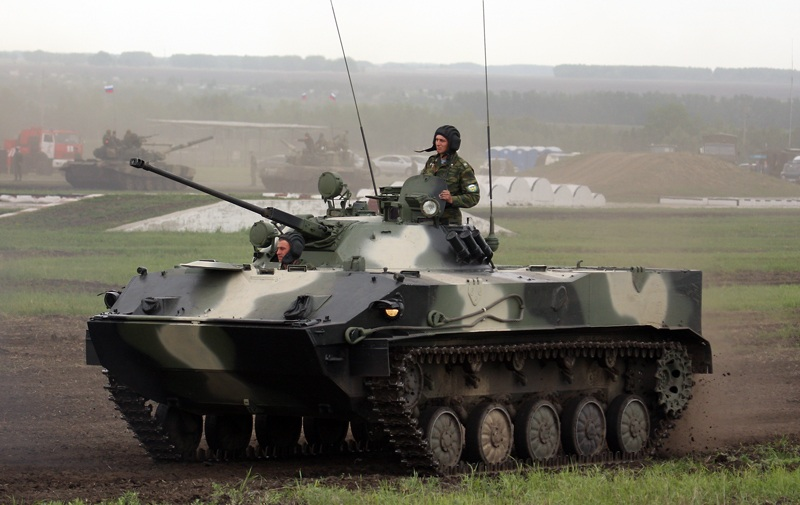
2009년

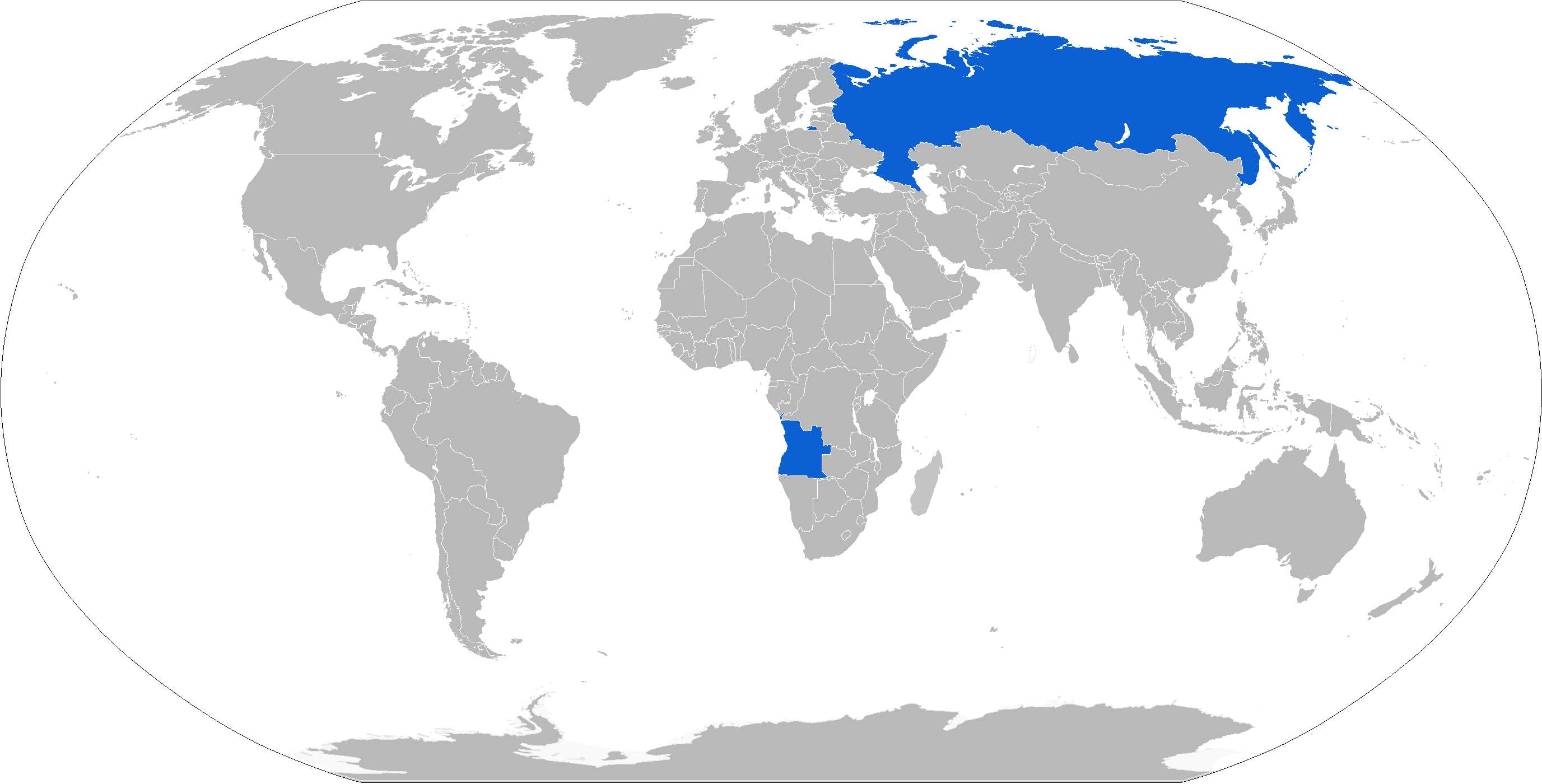
운용 국가

BMD-3(러시아어: Боевая Машина Десанта, 보예바야 마쉬나 데산타)는 구소련으로부터 기원한 보병전투차(IFV)이다. 이 보병전투차는 해당 등급에서 가장 가벼운 차량 가운데 하나로서, 공수군과 공중강습 부대에 사용하기 위한 화기 지원 플랫폼으로 고안되었다.
1980년대에 설계된 이 차량은 산업 지수 오브젝트 950(Object 950) 하에 볼고그라드 트랙터 플랜트에 의해 제조되었다. BMD-3는 1990년 VDV 운용에 들어갔으며 경제 침체로 인해 137개 차량만 생산되었다. BMD-3 운용국은 앙골라와 러시아이다. 2013년 기준으로, 123대의 BMD-3와 60대의 BMD-4가 러시아 공수군에 의해 운용되고 있다.

## 개발
| 매년 생산 대수 | 매년 생산 대수 | 매년 생산 대수 | 매년 생산 대수 | 매년 생산 대수 | 매년 생산 대수 | 매년 생산 대수 | 매년 생산 대수 | 매년 생산 대수 | 매년 생산 대수 | 매년 생산 대수 | 매년 생산 대수 |
| -------------- | -------------- | -------------- | -------------- | -------------- | -------------- | -------------- | -------------- | -------------- | -------------- | -------------- | -------------- |
| 1985           | 1986           | 1990           | 1991           | 1992           | 1993           | 1994           | 1995           | 1996           | 1997           | 전체           |                |
| 3              | 3              | 5              | 25             | 15             | 27             | 35             | 15             | 9              | 6              | 143            |                |

## 같이 보기
- BMP-3
- BMPT
- T-90
- 푸마 (보병전투차)
- ZBD-04